# Goran Bogdanović
Pour les articles homonymes, voir Bogdanović.
Goran Bogdanović, en serbe cyrillique Горан Богдановић (né le 9 février 1963) est un homme politique serbe. Il est membre du Parti démocratique. Du 7 juillet 2008 au 27 juillet 2012, il a été ministre du Kosovo et Métochie dans le gouvernement de la Serbie présidé par Mirko Cvetković.

## Biographie
Goran Bogdanović a effectué ses études primaires à Lešak, puis ses études secondaires à Leposavić, dans la province du Kosovo. Il a ensuite suivi les cours de la Faculté d'agriculture de l'Université de Belgrade. 
De 1992 à 1996, il a été directeur de la société JUKO à Srbica, puis, de 1996 à 2002, il a exercé la fonction d'inspecteur public de l'agriculture. De 2002 à 2004, il a été ministre de l'agriculture du Kosovo et Metohija, puis il a repris ses missions d'inspection.
Goran Bogdanović est membre du Parti démocratique depuis 2000. Il est président du bureau provincial du parti pour le Kosovo et membre de la présidence du Parti démocratique. De 2004 à 2007, élu sur la Liste serbe pour le Kosovo et la Métochie (SLKM), il a été député à l'Assemblée du Kosovo ; au sein de cette assemblée, il a participé à la commission pour l'Agriculture, la Forêt, le Développement rural, l'Environnement et l'Aménagement du territoire. Il a fait partie de l'équipe des négociateurs serbes pour le Kosovo et, en 2007 et 2008, il a été député à l'Assemblée nationale de la République de Serbie. Il y a été réélu lors des élections législatives anticipées du 11 mai 2008.

## Divers
Goran Bogdanović est marié et père de deux enfants, Uroš et Vasilije. Il habite à Lešak, au Kosovo. Il parle russe et anglais.